# Порт Жантил
Порт Жантил (на френски: Port-Gentil) е град в Габон.
Разположен в западната част на страната, той е административен център на провинция Огоуе Маритим и департамента Бендже, разделен е на 4 района. Населението му е около 142 000 души (2010). Той е вторият по население, с най-голямото пристанище.
Градът е известен с хотелите си и нощния живот, а като атракции за туристите – църквата „Свети Луи“ (построена през 1927 г.), зоологическа градина, казино, плажове, както и дивите зверове в близките блата.

## География
Порт Жантил е разположен на остров Манджи в делтата на река Огоуе, на 144 km югозападно от столицата Либревил. Градът е заобиколен с плажове и гори, а островът няма пътна връзка с континента. Порт Жантил е разположен близо до нос Лопез, най-западната точка на Габон.
Климатът на Порт Жантил е тропичен саванен (Aw по Кьопен) – горещ през цялата година, със силно изразени сух и дъждовен сезон. Най-високата температура е измерена на 21 февруари 1976 г. – 43 °C, а най-ниската на 24 ноември 1979 г. – -2 °C.
| Порт Жантил                                                     | Порт Жантил | Порт Жантил | Порт Жантил | Порт Жантил | Порт Жантил | Порт Жантил | Порт Жантил | Порт Жантил | Порт Жантил | Порт Жантил | Порт Жантил | Порт Жантил | Порт Жантил |
| Месеци                                                          | яну.        | фев.        | март        | апр.        | май         | юни         | юли         | авг.        | сеп.        | окт.        | ное.        | дек.        | Годишно     |
| Абсолютни максимални температури (°C)                           | 38          | 43          | 43          | 40          | 40          | 37          | 37          | 40          | 40          | 38          | 40          | 39          |             |
| Средни максимални температури (°C)                              | 29,5        | 30,2        | 30,3        | 30          | 29          | 26,7        | 25,9        | 27,4        | 27,7        | 28,3        | 28,6        | 29          | 28,55       |
| Средни температури (°C)                                         | 26,9        | 27,3        | 27,3        | 27,1        | 26,6        | 24,4        | 23,5        | 24,7        | 25,4        | 25,9        | 26,1        | 26,5        | 25,97       |
| Средни минимални температури (°C)                               | 24,2        | 24,4        | 24,3        | 24,2        | 24,1        | 22          | 21,1        | 21,9        | 23          | 23,5        | 23,5        | 24          | 23,35       |
| Абсолютни минимални температури (°C)                            | 0           | 7           | 12          | 12          | 12          | 12          | 15          | 8           | 0           | 12          | −2          | 10          |             |
| Средни месечни валежи (mm)                                      | 247,8       | 177,8       | 266,8       | 299,3       | 150,6       | 11,5        | 3,4         | 5           | 31,8        | 179,9       | 352,2       | 227,1       |             |
| --------------------------------------------------------------- | ----------- | ----------- | ----------- | ----------- | ----------- | ----------- | ----------- | ----------- | ----------- | ----------- | ----------- | ----------- | ----------- |
| Източник: Climate Charts Voodoo Skies за температурните рекорди |             |             |             |             |             |             |             |             |             |             |             |             |             |

## История
Селището е създадено на остров Манджи в делтата на Огоуе от французите, които подписват мирен договор с племето орунгу през 1873 г. Градът е използван за лагер на експедициите на Пиер Саворнян дьо Браза във вътрешността на страната, а през 1894 г. в него е създадена митница.
Пристанището е наименувано на Емил Жантил, френски изследовател на Африка и генерален комисар на Френско Конго, през 1900 г. След края на Първата световна война се построява пристанище за износ на дървесина. Разраства се бързо, след като френската компания „Елф Акитен“ започва да прави проучвания за наличие на нефт в района.
През 2013 година Порт Жантил става седалище на диоцез на Католическата църква.

## Икономика
Порт Жантил е стопанската столица на Габон, като тук се произвежда голяма част от експортната продукция на страната. Градът е център на габонската нефтена и дървопреработвателна индустрии. В него се намира и едниствената петролна рафинерия в страната.
Основна пътна артерия в Порт Жантил е авеню „Леон Мба“, което разделя целия град на две — на североизток е пристанището, търговските и административни квартали на центъра, а на югозапад — жилищните квартали и бидонвилите, в които живее по-голямата част от населението.
Порт Жантил е разположен на остров и няма пътна връзка с континента и столицата Либревил. Транспортът между двата най-големи града в страната се осъществяват по въздух или по вода, като храните и други материали се доставят най-често с кораби от Либревил.
В града се намира основната военноморска база на Габон, в която са разположени всички военни кораби на габонския флот.